# Trikinos
Trikinos är en zoonotisk sjukdom, dvs. den kan överföras från djur till människor. Den kan dock inte spridas mellan människor. Trikinos är en trikininfektion som orsakas av att man får i sig otillräckligt tillagat kött som innehåller trikiner, oftast rundmasken Trichinella spiralis. Huvudvärden är tamgrisen eller vildsvinet. Symptomen som fås är bland annat mag- och tarmproblem, feber samt allmän försvagning. Sjukdomen är mycket ovanlig i Sverige.

## Historik
Första fallet av trikinos upptäcktes år 1835 av James Paget som gick första året på London Hospital Medical School. Paget hittade larver i ett muskelprov från en avliden patient och visade detta för zoologen Richard Owen som undersökte dem i sitt mikroskop. Richard Owen gav dem namnet Trichina spiralis och fick erkännande för att vara den som hittade dessa larver. 
Åren 1850-1870 kartlades Trichinella spiralis livscykel för första gången av Rudolf Virchow och Friedrich Albert von Zenker. Bland annat matade de en hund med infekterat kött och undersökte sedan hundens tunntarm när den avlidit och fann då fullvuxna maskar. De upptäckte även att larverna blev ineffektiva när köttet upphettades till 60 °C(140 °F)

## Infektion
Då en värd fått i sig infekterat kött, innehållande trikinlarver, frigörs larverna då köttet hamnar i tunntarmen på grund av de syror som finns där. Larverna genomborrar då tunntarmen där de senare utvecklas till vuxna parasiter efter cirka en till två dagar. Hanarna befruktar då honorna som senare föder larver inuti värdens tarmar. Detta kallas inälvsfasen.
Den muskulära fasen inleds då larverna sprids genom blodet och lymfvätskan till olika organ och vävnader. Då de nått sitt mål, den tvärstrimmiga muskulaturen, går de in i muskelcellerna och fullbordar sedan sin livscykel. Larverna kan sedan stanna kvar i värden i flera år och om värden dör kan de fortfarande spridas vidare genom asätare, eftersom de kan leva i flera månader i den döda kroppen. Den lägsta infektionsdosen för att bli sjuk är 60-150 larver.

## Symptom
Hur allvarlig infektionen blir hos människan beror på flera olika variabler; hur stor infektionsdosen är (antalet larver man fått i sig), hur köttet var tillagat (dåligt tillagat eller rökt/saltat), om man drack alkohol till maten då detta kan ha en hämmande effekt, vilken art av släktet Trichinella det är då olika arter ger olika antal nyfödda larver, samt hur mottaglig personen är. Oftast uppmärksammas inte sjukdomen då man fått i sig en låg dos av larver, eftersom symptomen liknar dem man får vid en vanlig influensa.
Då larverna fortfarande är i tarmen får man mag- och tarmproblem som till exempel diarré och magsmärtor. Värdens immunförsvar triggas då igång vilket orsakar svettningar, frossa, feber samt allmän försvagning. Magproblemen uppstår efter en eller två dagar sedan man infekterats. När larverna transporteras i kroppen kan de orsaka allergiska symptom och andra besvär som till exempel svullna ögonlock, blödningar i ögats bindehinna och under naglarna. Dessa symptom fås efter två till åtta veckor efter infektionstillfället. När larverna har nått musklerna får värden muskelsmärtor.
Om man går flera veckor utan behandling kan det leda till andnings- och neurologiska komplikationer och i värsta fall döden på grund av hjärtfel. De första komplikationerna inträffar oftast inom de två första veckorna. Symptomen syns tydligast hos dem som har en svårare infektion, dem som blivit behandlade sent samt hos äldre människor. Att människor dör i trikinos är mycket ovanligt. 
Tillfrisknar gör man då de vuxna honorna slutar att föda nya larver och när de larver som redan vandrat har fullföljt sin livscykel i muskelcellerna. När detta sker försvinner symptomen, vilket sker efter sex till åtta veckor sedan man infekterats. Larverna kan dock finnas kvar i kroppen länge och muskelsmärtorna bestå i cirka sex månader.

## Behandling
Oftast är diagnosen svår att ställa eftersom det är en så pass ovanlig sjukdom och symptomen liknar de man får vid en influensa. För att undersöka en patient kan man ta en biopsi av muskelvävnaden och titta i mikroskop efter larver. Serologisk metodik kan också användas då man tar ett blodprov som analyseras med hjälp av ELISA och där man tittar efter antikroppar mot Trichinella. Blodprovet kan tidigast tas två till tre veckor efter att man infekterats.
Om man är allvarligt sjuk får man vätskeersättning, steroider samt behandling mot chock och hjärtsvikt. Behandling av sjukdomen kan göras då larverna är i sina tidiga stadier. Mebendazol används också, vilket är ett läkemedel mot mask.

## Åtgärder
Trikinos finns i hela världen, det förekommer främst i länder med ett tempererat klimat, men är mycket ovanlig i Sverige. Under de senaste tio åren har endast några få fall av trikinos rapporterats in och alla har smittats utomlands. Senaste fallet av en infekterad tamgris skedde 1994. Det senaste större utbrottet skedde 1961 i Blekinge där 338 människor smittades av rökt korv. I snitt upptäcks 7 fall per år av infekterade vildsvin (42 fall av 899 232 testade vildsvin mellan 2014 och 221), men då testning av vildsvin är vanligt och kan utföras till en låg kostnad är det ovanligt att någon smittas.
Cirka 10 000 fall per år i världen rapporteras in och 0,2% av dessa dör. Det är endast människan som får synliga symptom av sjukdomen, inte djuren. Då djur blir infekterade med trikiner kallas det för en Trikinella-infektion. För att minska risken att grisar blir infekterade görs bekämpning av råttor i grisbestånd, eftersom grisarna oftast blir infekterade genom att de äter råttor som bär på smittan. Alla grisar som slaktas måste kontrolleras innan köttet kan säljas. 
För att undersöka om en gris är smittad med trikiner används två olika metoder. Antingen kan man ta ett köttprov av musklerna och titta i mikroskop efter larver. Eller så kan man ta blodprov och titta efter antikroppar mot Trichinella spiralis med hjälp av ELISA. ELISA är fördelaktigt då man kan undersöka grisarna innan de slaktas, dock kan känsligheten vara lägre om man tar provet tidigt i en infektion. Enligt smittskyddslagen är trikinos en anmälningspliktig sjukdom och man måste anmäla sjukdomen till smittskyddsläkare samt till Smittskyddsinstitutet. Trikinos är även en smittspårningspliktig sjukdom.